# Mein Herz macht Bumm!
Mein Herz macht Bumm ist ein Minialbum der Kölner A-cappella-Gruppe Wise Guys, das am 21. Juni 2013 erschien. Als Interpreten werden Wise Guys feat. A.Hürth angegeben. „A.Hürth“ steht dabei für Aggro Hürth, eine fiktive, aus zwei Bandmitgliedern bestehende Hip-Hop-Gruppe.

## Inhalt
Inhaltlich weicht das Album von regulären Wise-Guys-Alben ab, da auf Mein Herz macht Bumm! ausschließlich Hip-Hop-Stücke enthalten sind. So ist beispielsweise eine deutsche Rap-Version von Last Christmas enthalten, wie auch Raps über große Werke der Literatur (Hamlet, Romeo und Julia und Werther) oder über wissenschaftliche Phänomene (Der Doppler-Effekt, Mein Herz macht Bumm!).

## Titelliste
1. Nur für disch – 1:46
2. Mein Herz macht bumm! – 2:33
3. Last Christmas (Letztes Jahr an Weihnachten) – 3:51
4. Meine Straßen (Nichts) – 2:46
5. Romeo und Julia – 4:51
6. Der Doppler-Effekt – 3:20
7. Werther – 3:31
8. Hamlet (live) – 4:01
9. Ich bin aus Hürth (live) – 3:31
10. Ich bin aus Hürth (Bonus-Videoclip) – 3:11